# Marian Sigmund

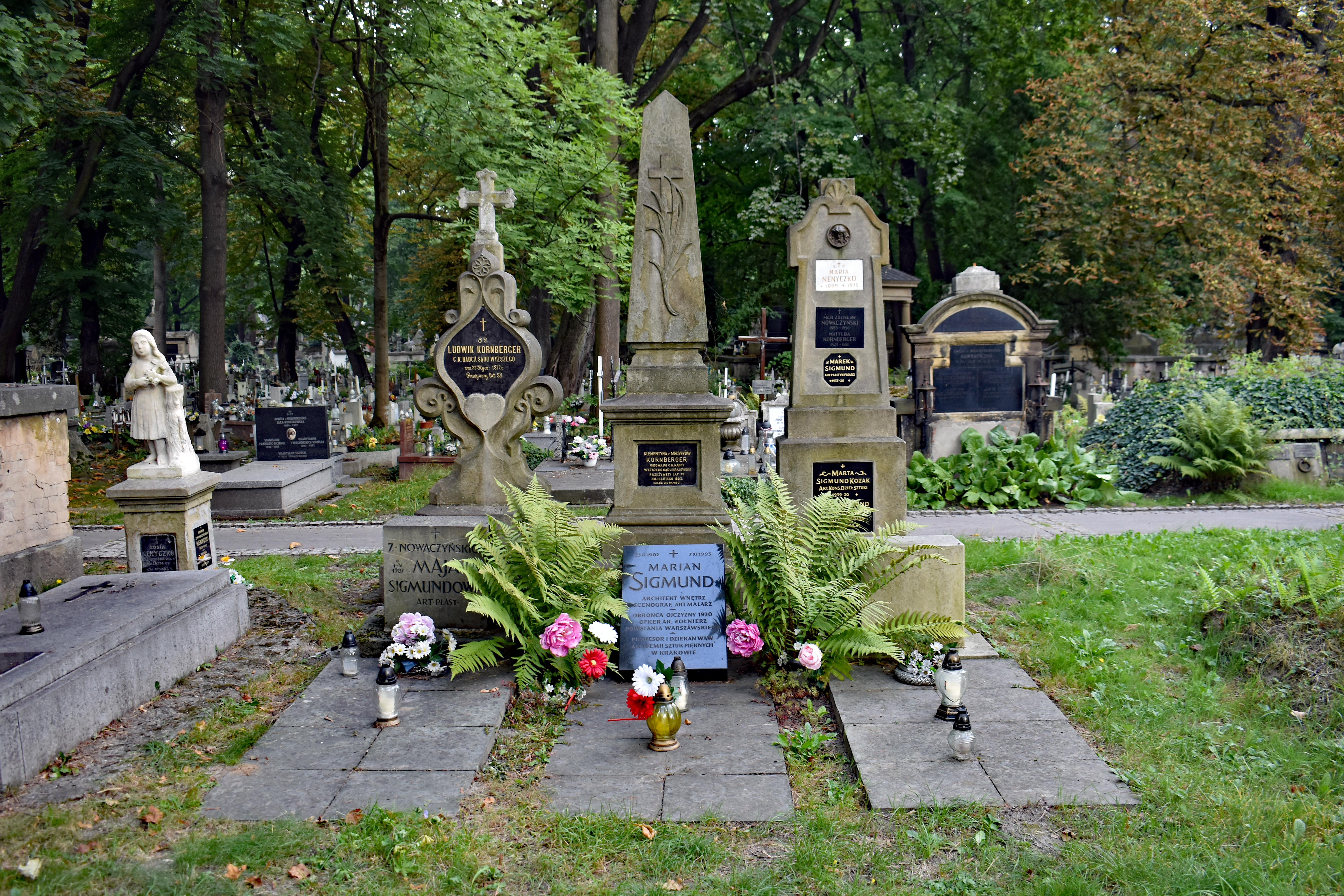
Grób Mariana Sigmunda na cmentarzu Rakowickim w Krakowie

Marian Sigmund, ps. „Nałęcz” (ur. 23 lutego 1902 w Błudnikach, zm. 7 listopada 1993 w Krakowie) – polski architekt wnętrz, scenograf.

## Życiorys
Urodził się 23 lutego 1902 w Błudnikach, woj. stanisławowskim, w rodzinie Józefa i Izy z Odrzywolskich. W l. 1920-1924 studiował architekturę na Politechnice Lwowskiej. Po odbyciu służby wojskowej dla podchorążych rezerwy przeniósł się w 1925 do Warszawy i podjął studia z architektury wnętrz w Szkole Sztuk Pięknych w Warszawie. Studia ukończył w 1929 (dyplom w 1933), w połowie lat 30. studiował scenografię u Leona Schillera. Od 1931 był mężem Marii z Nowaczyńskich (1907–1952), artystki plastyczki i pedagoga. Jeden z założycieli (1925) i dyrektor (1933–1937) Spółdzielni Artystów „Ład”. Wykładowca architektury wnętrz na warszawskiej Akademii Sztuk Pięknych.
Żołnierz Września’39, ZWZ i AK, współpracownik BIP KG AK. W powstaniu walczył w centrum Śródmieścia, w randze podporucznika. Drugi z laureatów konkursu na znaczek Poczty Polowej - projektując na barykadzie, pod niemieckim ostrzałem. Po kapitulacji był jeńcem Oflagu VII A Murnau. Po wyzwoleniu obozu został zaangażowany jako plastyk i scenograf do, kierowanego przez L. Schillera, teatru objazdowego  działającego przy I Dywizji Pancernej gen. S. Maczka.
W  czerwcu 1947 wrócił do kraju, zamieszkał w Krakowie i w Wyższej Szkole Sztuk Plastycznych podjął wykłady z zakresu architektury wystawowej, okolicznościowej i sprzętarstwa. W tym samym roku, wspólnie z artystami "Ładu", rozpoczął współpracę z Biurem Nadzoru Estetyki Produkcji BNEP  (przekształcony w 1950 w Instytut Wzornictwa Przemysłowego) przy Ministerstwie Przemysłu Lekkiego. Wieloletni kierownik I Pracowni Projektowania Wnętrz i dziekan Wydziału krakowskiej ASP, od 1951 profesor nadzwyczajny. W 1951 rozpisano ogólnopolski konkurs na projekt siedziby dyrekcji Huty. Nowa Huta ściągnęła najlepszych specjalistów, architektów, urbanistów, projektantów wnętrz. Zwyciężył projekt 3 architektów: Janusza Ballenstedta, Janusza Ingardena i Marty Ingarden, którzy nawiązali do polskiego renesansu, baroku i klasycyzmu. Zwrócono się do Mariana Sigmunda, Władysława Winczego i Mariana Steczowicza z reaktywowanej po wojnie spółdzielni „Ład” o zorganizowanie zespołu, który miałby się zająć projektowaniem nowohuckich wnętrz. Pierwszą Pracownię Projektowania Wnętrz przy Miastoprojekcie tworzyli: Marian Sigmund i Władysław Wincze oraz najlepsi studenci z Państwowej Wyższej Szkoły Sztuk Plastycznych w Krakowie.
Kierowany przez niego zespół, w skład którego wchodzili architekci wnętrz: Władysław Wincze, Marian Steczowicz, Czesław Wallis, Maria Michajłow, Irena Pać-Zaleśna, Alina Zięba, Wanda Genga, Zbigniew Chudzikiewicz, Barbara Gołajewska, Halina Garzyńska-Kańska, Krystyna Strachocka-Zgud, Zdzisław Szpyrkowski i inni, zaprojektował w Nowej Hucie obiekty użyteczności publicznej w obrębie Placu Centralnego, Centrum Administracyjne Huty im. Lenina, Teatr Ludowy oraz zespół lokali gastronomicznych „Gigant” na os. Willowym. Monumentalny socrealistyczny charakter nadały wnętrzom ciężkie kolumny, okładziny z marmuru lub piaskowca, sztukaterie, ogromne żyrandole, masywne meble czy kasetonowe stropy oraz stosowane na szeroką skalę ozdobne balustrady czy kraty na drzwiach wejściowych.
W latach 1951–1956 zrealizował i nadzorował osobiście wykonanie wystroju biur, gabinetów, sal posiedzeń, tzw. dużej sali konferencyjnej Centrum Administracyjnego HiL, jadalni oraz wielkiej sali teatralno-zjazdowej. We wnętrzach dominują okładziny kamienne (często marmurowe), zachowały się także oryginalne, ręcznie kute elementy ślusarki oraz wykonane ze szlachetnych gatunków drewna meble z lat 50. W latach 1957–1959 współpracował z Fabryką Mebli Giętych w Jasienicy. Meble jego projektu produkowane były głównie na eksport do Wielkiej Brytanii. Powstało około 40 modeli krzeseł i foteli.
Zmarł w Krakowie. Spoczywa na cmentarzu Rakowickim (kwatera PAS 23-płd-2-gi po prawej Łuszczkiewiczów).

## Okres przedwojenny
- Powszechna Wystawa Krajowa w Poznaniu (1929 r., zestaw mebli do wnętrz mieszkalnych)
- Salon Listopadowy (1930 r., komplet mebli do jadalni)
- Projekt i realizacja przebudowy wnętrz Biblioteki Uniwersytetu Warszawskiego (1930)
- Projekt wnętrza Ministerstwie Pracy i Opieki Społecznej w Warszawie (1931)
- Wystawa Sztuka wnętrza, w Instytucie Propagandy Sztuki (1936 r., uczestnik i komisarz wystawy)
- Projekt wnętrza biur Polskich Linii Lotniczych LOT na Okęciu w Warszawie (1937)
- Projekty kostiumów do filmu Kościuszko pod Racławicami (1938)
- Projekty kostiumów do filmu Halka (1937)

## Okres powojenny
- Zespół restauracji „Gigant” na os. Willowym (1951),
- III nagroda na organizowanym przez IWP konkursie na meble świetlicowe (1951),
- Kino „Świt” (1951–1953),
- Centrum Administracyjne Huty im. Lenina (1952–1955),
- Teatr Ludowy (1954–1955),
- Meble i wystrój wnętrz lokali użytkowych znajdujących się wokół Placu Centralnego i w starej Nowej Hucie (1953–1956) m.in. Klub Międzynarodowej Prasy i Książki, księgarnia, kwiaciarnia, Cepelia, filatelistyka, cukiernia Markiza, jubiler, biuro Orbis i in.
- Przebudowa wnętrz reprezentacyjnych na Wawelu.